# Маріуполь (базовий тральщик)
«Маріуполь» (U331) — базовий тральщик проєкту 1265 (шифр «Яхонт», англ. Sonya class за класифікацією НАТО) корабель протимінної оборони прибережного плавання Військово-Морських Сил України. У ВМФ СРСР носив назву «Оренбургський комсомолець», а з 15 лютого 1992 року — БТ-126.

## Особливості проєкту
Базові тральщики проєкту 1265 — спеціалізовані кораблі, призначених для виконання завдань протимінної оборони зовнішніх рейдів військово-морських баз і пунктів базування, а також загонів бойових кораблів, конвоїв, окремих кораблів і суден в прибережних водах шляхом пошуку та виявлення морських якірних і донних мін, їх тралення та знищення, а також постановки оборонних мінних загороджень.
Проєкт 1265 базового тральщика був розроблений у 1968 році Західним проєктно-конструкторським бюро (м. Ленінград). Тактико-технічним завданням передбачалися два варіанти тральщика — 1265П з склопластиковим корпусом і 1265Д з дерев'яним корпусом. Технічний проєкт був виконаний і затверджений в обох варіантах за матеріалом корпусу, але тогочасна промисловість СРСР не змогла забезпечити виробництво склопластика з необхідними характеристиками. В результаті будувалися кораблі тільки з дерев'яними корпусами, з склопластиковим захисним покриттям.
Бойова ефективність тральщика в порівнянні з попередніми проєктами істотно зросла. Новий вид протимінного зброї, яким стали оснащувати кораблі цього проєкту, забезпечував пошук, виявлення і знищення мін і вибухонебезпечних предметів попереду за курсом корабля. Такий технічний засіб отримав назву комплексного шукача-знищувача мін (КШЗ, рос. КИУ) КИУ-1. Крім того, була залишена можливість використання цілої групи контактних і неконтактних тралів, а також шнурових зарядів: глибоководних контактних тралів (ГКТ-2), поверхневих (ТС-1), акустичних тралів (АТ-6), електромагнітних тралів (ПЕМТ-4, СТ-2) та ін.
Морські тральщики проєкту 1265 будувалися Петрозаводським і Владивостокським суднобудівними заводами з 1972 до 1994 року. 1265 став самим чисельним післявоєнним проєктом базових тральщиків. Усього було побудовано близько 70 кораблів даного типу.

## Історія корабля
Морський тральщик з заводським номером 117 був закладений в елінгу суднобудівного заводу «Авангард» в Петрозаводську 13 травня 1977 року. Спущений на воду 20 квітня 1978 року. Зарахований в списки кораблів Військово-морського флоту СРСР 29 грудня 1978 року. Наказом головнокомандувача ВМФ зарахований до складу Чорноморського флоту.
Корабель, який носив назву «Оренбургський комсомолець» входив до складу 31-го дивізіону тральщиків 68-ї бригади кораблів ОВР ЧФ. 15 лютого 1992 року отримав найменування БТ-126.
1 серпня 1997 року БТ-126 року увійшов у склад Військово-Морських Сил України, де отримав назву «Маріуполь» на честь однойменного українського міста з присвоєнням бортового номера U331.
Розпорядженням Кабінету Міністрів України № 878-р від 07.11.2012, у зв'язку із закінченням встановлених строків служби, втратою тактико-технічних характеристик та недоцільністю відновлення корабель був виключений зі складу Військово-Морських Сил Збройних Сил України.
В даний час корабель знаходиться у відстої в пункті базування Новоозерне.
Кораблем у складі ВМС України командували:
- капітан 3 рангу Андрій Єрмолаєв;
- капітан 3 рангу Віталій Лютий.